# Tethya ovum
Tethya ovum är en svampdjursart som beskrevs av Sarà, Gómez och Sarà 200. Tethya ovum ingår i släktet Tethya och familjen Tethyidae. Inga underarter finns listade i Catalogue of Life.